# Малиново (Палехский район)
Мали́ново — деревня в Палехском районе Ивановской области, России. Входит в состав Пановского сельского поселения.

## География
Расположена в северо-восточной части Палехского района в 12 км к северу от д. Паново, и автодороги М7 «Волга» Иваново-Нижний-Новгород.

## История
По административному делению дореволюционной России Малиново относилось к Покровской волости, Юрьевецкого уезда, Костромской губернии.
В списках населенных мест начала 20 века, д. Малиново записана как «деревня при колодцах», в 87 верстах от уездного города. Дворов: 58. Душ обоего пола: 357. Мужчин:160 Женщин:197. Преобладающий промысел — овчинный, сельскохозяйственный, лесной. На тот момент, это был самый крупный населенный пункт в волости. Престольный праздник: 21 июля (Казанская).
На протяжении советских лет в деревне действовали: отделение связи (155627), магазин, медпункт, Дом культуры, до 80-х годов работала начальная школа. В 1979 году произошло объединение Малиновского и Пановского сельских советов в Пановский. В конце 2012 года была закрыта библиотека.

## Население
| 2010 |
| ---- |
| 33   |

## Экономика
В деревне располагался центр второго отделения ОАО «Паново» (Плем-совхоз «Пановский»). Действовала молочно-товарная ферма, телятник, действовал тракторный парк, работал зерноток. В связи с общим упадком в сельском хозяйстве, ферма и телятник были закрыты, тракторный парк продан на слом. Поля вокруг деревни в запустении.